# Hjalmar Riiser-Larsen
Hjalmar Riiser-Larsen (Oslo, 7 de junho de 1890 - 3 de junho de 1965) foi um pioneiro da aviação, explorador polar e empresário norueguês. Entre os seus feitos, é geralmente considerado como o fundador da Real Força Aérea Norueguesa.
Riiser-Larsen nasceu em Oslo em 1890. Em 1909, aos 19 anos, entrou para a Academia Naval Norueguesa e em 1915 para o recém-formado Serviço Aéreo da Real Marinha da Noruega (RNoNAS). Após a Primeira Guerra Mundial, serviu como chefe da fábrica da RNoNAS até um oficial mais graduado ter sido nomeado. Em 1921, juntou-se ao Conselho de Aviação, então parte do Ministério da Defesa norueguês, como secretário. Isso deu-lhe a oportunidade de estudar a incipiente infraestrutura da aviação militar e civil pela qual o Conselho era responsável. Também se tornou um piloto frequente das rotas aéreas utilizadas pelas novas companhias de aviação.
Os anos de exploração polar de Riiser-Larsen começaram em 1925, quando o seu compatriota Roald Amundsen, famoso explorador polar, lhe pediu para ser seu assistente e voar num avião sobre o Polo Norte. Riiser-Larsen aceitou o desafio e escolheu dois hidroaviões Dornier Do J. A expedição foi forçada a pousar perto do polo, e uma aeronave ficou seriamente danificada. Depois de ter passado 26 dias no gelo para retirar 600 toneladas de neve e criar uma pista, os seis membros da expedição entraram no avião. Riiser-Larsen consegue voar a aeronave sobrecarregada e trazer em segurança toda a tripulação de volta à Noruega.
No ano seguinte, juntou-se a Amundsen para outra tentativa de voar sobre o polo, desta vez com o engenheiro aeronáutico Umberto Nobile, e um dirigível chamado Norge. Deixando Svalbard em 11 de maio de 1926, terminaram a viagem dois dias depois, desembarcando perto de Teller (Alasca). Este voo foi considerado por muitos como o primeiro voo bem sucedido sobre o Polo Norte. Três outros exploradores (Frederick Cook, Robert Peary e Richard Byrd) falharam as suas tentativas.
Em 1928 Riiser-Larsen participou nas buscas de Nobile quando este caiu durante uma tentativa de voar sobre o polo. Nobile foi encontrado são e salvo. Fez o mesmo quando Amundsen desapareceu, mas sem sucesso, pois Amundsen foi declarado morto após uma busca infrutífera.
Nas décadas de 1920 e 1930 participou em explorações na Antártida, pela Terra da Rainha Maud, Costa da Princesa Marta, Costa da Princesa Ragnhild, ilha Bouvet e ilha de Pedro I.
Múltiplas vezes distinguido e homenageado, entre as suas distinções estão a Ordem de Santo Olavo norueguesa, a Legião de Honra francesa, a Ordem da Coroa da Itália, a Estrela de Bronze e a Legion of Merit norte-americanas, e a Ordem de Vasa sueca.
Riiser-Larsen faleceu em 3 de junho de 1965, aos 74 anos de idade.

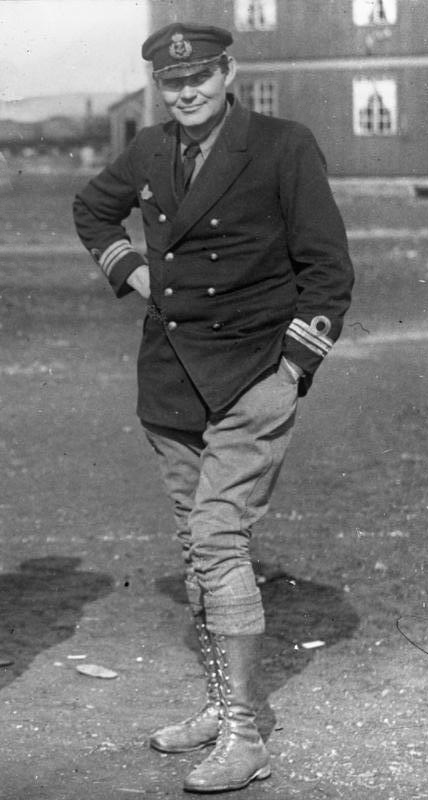
Hjalmar Riiser-Larsen em 1925